# Clibanornis rectirostris
El barranquero pico recto (en Paraguay) (Clibanornis rectirostris), también denominado ticotico cabecirrufo oriental, o trepamusgo de capa castaña, es una especie de ave paseriforme de la familia Furnariidae perteneciente al género Clibanornis, anteriormente incluida en el género Hylocryptus. Es nativa del centro sureste de América del Sur.

## Distribución y hábitat
Se distribuye por el interior del centro sur de Brasil (centro de Mato Grosso, sur de Goiás y extremo sur de Bahía hacia el sur hasta el suroeste de Minas Gerais, extremo este de São Paulo y noroeste de Paraná) hasta el este de Paraguay (San Pedro).
Habita en el sotobosque de selvas húmedas tropicales y subtropicales, especialmente en galería, entre los 200 y 1000  m de altitud; localmente en bosques caducifolios.

## Descripción
Mide entre 20 y 21  cm de longitud y pesa entre 44 y 51 g. Exhibe un peculiar ojo amarillo brillante. El pico es robusto. El dorso es pardo claro, la corona y nuca rufo anaranjadas, como también las alas y la larga cola; por abajo es anteado.

## Comportamiento
Es un pájaro discreto, se alimenta en la hojarasca en el suelo del bosque, generalmente en pareja y raramente se junta a bandadas mixtas.

### Alimentación
Su dieta consiste de artrópodos.

### Reproducción
Nidifica en túneles excavados en barrancas sucias.

### Vocalización
El canto, muy típico, es un cacareo fuerte y seco, «cuk-cuk-cuk-cuk, cuh-cuk, cuk-cuk» a veces idéntico al de una gallina doméstica.

## Sistemática

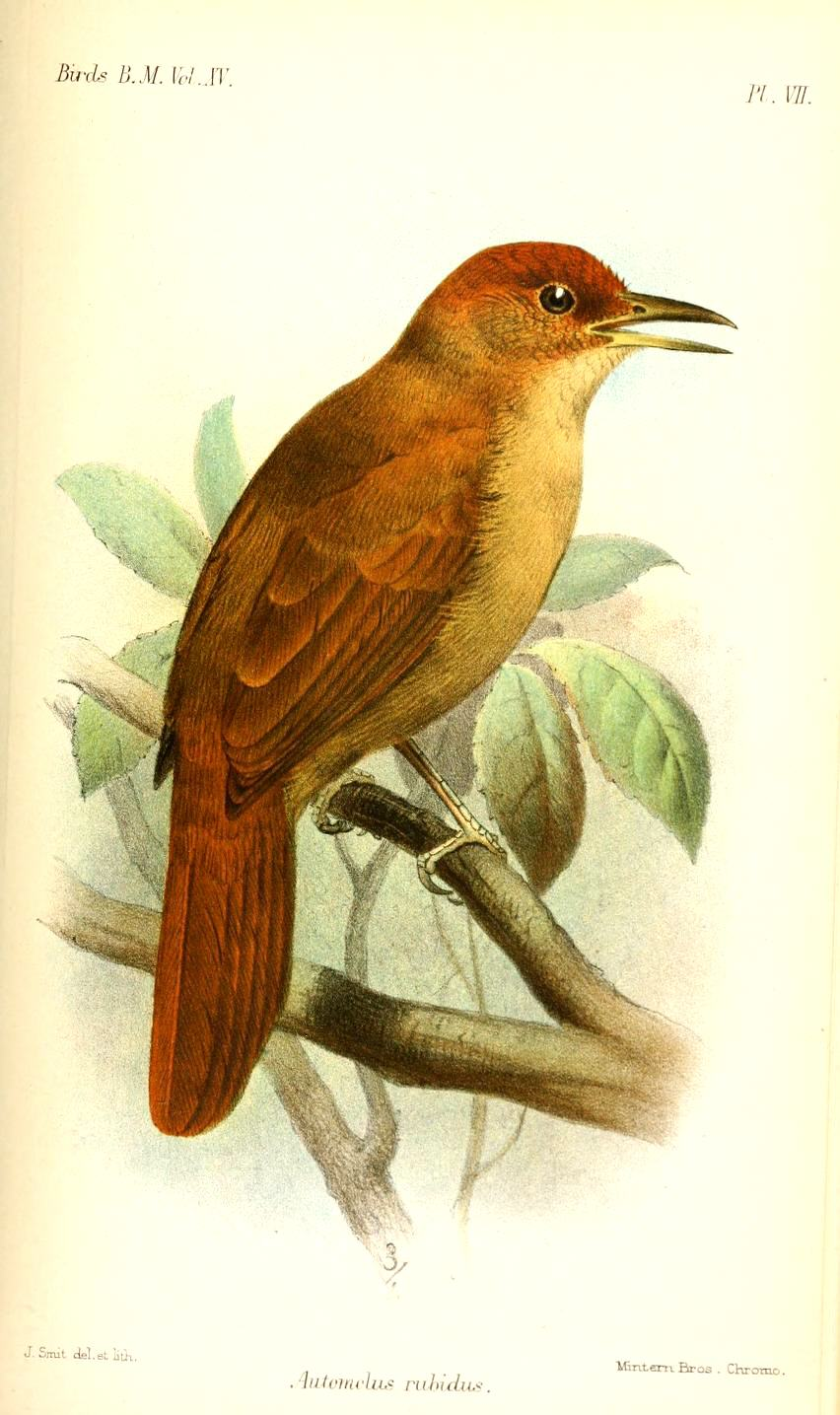
Clibanornis rectirostris; ilustración de Joseph Smit, en Catalogue of the birds in the British Museum, 1890.

### Descripción original
La especie C. rectirostris fue descrita por primera vez por el naturalista alemán Maximilian zu Wied-Neuwied en 1831 bajo el nombre científico Opetiorynchus rectirostris; la localidad tipo es: «Campos Geraes, límite entre Bahia y Minas Gerais, Brasil».

### Etimología
El nombre genérico masculino «Clibanornis» deriva del griego «klibanos»: horno, y «ornis, ornithos»: pájaro, ave; significando «pájaro de horno».; y el nombre de la especie «rectirostris», proviene del latín «rectus»: recto, derecho y «rostris»: de pico; significando «de pico recto».

### Taxonomía
Es monotípica. Antes colocada en el género Automolus, y posteriormente en Hylocryptus. Los sólidos estudios morfológicos y genéticos conducidos por Derryberry et al (2011) y Claramunt et al (2013) demostraron que de las dos especies que entonces componían el género Hylocryptus,  la presente especie era hermana de Clibanornis dendrocolaptoides y H. erythrocephalus era hermana de las entonces Automolus rubiginosus y A. rufipectus, y que este trío estaba hermanado al par anteriormente citado. Como consecuencia, se propuso la transferencia del género Hylocryptus y de las dos especies de Automolus para Clibanornis. Los cambios taxonómicos fueron aprobados en la Propuesta N° 601 al Comité de Clasificación de Sudamérica (SACC).